# Фруктовский сельский совет (Запорожская область)
Фруктовский сельский совет (укр. Фруктівська сільська рада) — административно-территориальная единица Мелитопольского района Запорожской области Украины.
Административный центр сельского совета находится в посёлке Фруктовом.
По территории сельсовета протекают реки Тащенак и Малый Утлюк, проходит оросительный канал Р-9 и железная дорога Мелитополь — Джанкой.

## Сёла Фруктовского сельсовета
Фруктовскому сельсовету подчинены 5 сёл:
| № п/п | Название  | Население, чел. | Территория, кв.км | Плотность населения, чел./кв.км |
| ----- | --------- | --------------- | ----------------- | ------------------------------- |
| 1.    | Фруктовое | 1057            | 0.56              | 1888                            |
| 2.    | Долинское | 784             | 1.92              | 408                             |
| 3.    | Кирпичное | 239             | 1.04              | 230                             |
| 4.    | Ромашки   | 156             | 1.05              | 149                             |
| 5.    | Удачное   | 145             | 1.37              | 106                             |

## История
В XIX веке на территории сельсовета немецкими поселенцами были основаны меннонитские колонии Гуттерталь и Иоганнесру, которые теперь стали сёлами Кирпичное и Долинское.
В 1943 году при освобождении территории сельсовета погибли десятки советских воинов .
До 1987 года территория Фруктовского сельсовета входила в состав Новенского сельсовета Мелитопольского района, а в 1987 году была выделена в отдельный сельсовет.

## Интересные факты
На околице села Долинского раскопан курган, в котором найдены 8 захоронений эпохи бронзы (III—І тисячелетие до н.э.) и два сарматских захоронения (II в. до н.э.).